# 钦赐仰殿
钦赐仰殿是上海市的一座道教场所，位于浦东新区张杨路与源深路口。原名“金师娘殿”，又名“东岳行宫”，始建年代不详，为浦东新区文物保护单位。相传三国为东吴孙权为其母吴国太而建；又传是唐代皇帝敕建。也有传此殿原名“金四娘殿”，清乾隆改为“钦赐仰殿”。